# Dracula (1973)
Dracula ist ein britischer Fernseh-Horrorfilm aus dem Jahr 1973 nach Bram Stokers gleichnamigem Roman. Regie führte Dan Curtis. Die Titelrolle spielte Jack Palance. Die Fernsehproduktion folgt im Wesentlichen der Romanvorlage und kommt ohne grobe Gewaltdarstellungen aus. Das Hauptaugenmerk des Films liegt auf seiner sorgfältigen, teils farbenprächtigen Ausstattung im viktorianischen Stil. Er wurde auch unter dem Titel Graf Dracula gezeigt und ist trotz guter Kritiken weitgehend in Vergessenheit geraten.

## Handlung
Der Advokat Jonathan Harker reist nach Transsylvanien zum Schloss des Grafen Dracula, um mit ihm einen Immobilienkauf für ein Grundstück in England abzuschließen. Der zurückgezogen lebende Aristokrat entpuppt sich als Vampir, der es auf Lucy Westenra, die beste Freundin von Jonathans Verlobter Mina, abgesehen hat, da er in ihr die Wiedergeburt seiner großen Liebe sieht. Dracula zwingt Jonathan, Briefe an seinen Arbeitgeber und an seine Familie zu schreiben, die seine Abwesenheit für längere Zeit entschuldigen würden. Danach überlässt er ihn seinen vampirischen Gespielinnen und begibt sich nach England.
Die Demeter läuft an der englischen Küste auf Grund. Nur Dracula und der tote, ans Steuerrad gefesselte, Kapitän werden gefunden.
Kurz darauf geht es mit Lucys Gesundheit rapide bergab. Ihr Verlobter, Arthur Holmwood wendet sich an Dr. Van Helsing, der bald vermutet, was wirklich hinter Lucys geheimnisvoller Krankheit steckt.
Dracula wird von Erinnerungen an sein früheres Leben überflutet. Erinnerungen an seine Verzweiflung, als er am Totenbett seiner Frau Wache hielt und es mehrerer Männer bedurfte, um ihn in seinem Zorn zu bremsen. Damals verschrieb er sich den dunklen Mächten, um dem Tod zu trotzen. Nachdem Lucy gestorben und als Vampir auferstanden ist, besucht sie Arthur, um ihn zu beißen, kann jedoch von Van Helsing mit einem Kruzifix zurückgedrängt werden. Arthur und Van Helsing verfolgen sie in ihre Gruft und treiben ihr einen hölzernen Pfahl durch das Herz. Als Dracula bemerkt, dass man ihm seine große Liebe zum zweiten Mal genommen hat, schwört er, seinen Widersachern alles zu nehmen, was sie lieben.
Er überfällt Mina, beißt ihr in den Hals und zwingt sie, vor den Augen Holmwoods und Van Helsings von seinem Blut zu trinken. Danach flieht er zurück nach Transsylvanien. Mit Minas Hilfe können sie der Spur des Grafen bis zu seinem Schloss folgen, da sie durch die unheilige Blutsverbindung in der Lage ist, durch seine Augen zu sehen. Auf Schloss Dracula angekommen, müssen Dr. Van Helsing und Arthur Holmwood sich den Vampirfrauen des Grafen und Jonathan, inzwischen selbst ein Vampir, entgegenstellen. In einem Saal findet die große Konfrontation mit Dracula statt. Anfangs scheint der Vampirfürst im Vorteil, doch im letzten Augenblick bemerkt Arthur, dass der Tag inzwischen angebrochen ist, und reißt die schweren Vorhänge beiseite. Sonnenlicht strömt herein, und der Graf weicht entsetzt bis an die Wand zurück, wo er von Van Helsing mit einem alten Speer aufgespießt wird. Über ihm hängt ein Gemälde, welches ihn zu Lebzeiten zeigt, mit seiner geliebten Frau, die Lucy zum Verwechseln ähnlich sieht.

## Entstehung

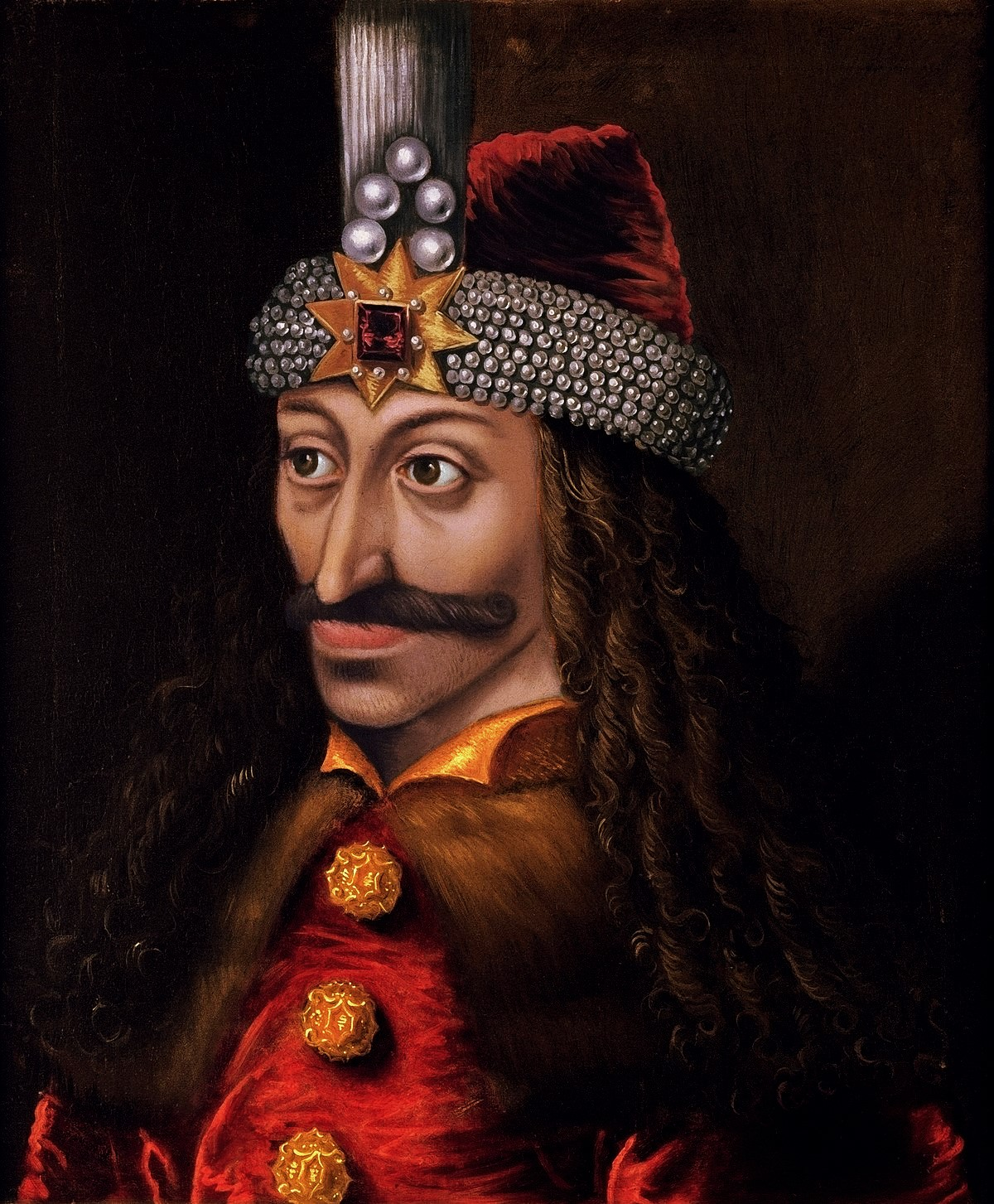
Fürst Vlad III. Drăculea

Der Film verknüpft erstmals Dracula mit dem historischen Fürsten Vlad III. Die Theorie zur Entstehung der Romanfigur wurde 1972 von Raymond McNally und Radu Florescu in ihrem Buch In Search of Dracula populär gemacht. Sie entspricht nicht mehr dem heutigen Forschungsstand, wurde aber auch in Bram Stoker’s Dracula und Dracula Untold aufgegriffen.
Für das Szenenbild war der Produktionsdesigner Trevor Williams verantwortlich, dessen Gestaltung u. a. von historischen Innenräumen sich durch Atmosphäre und Detailtreue auszeichnen.
Gedreht wurde in England und Jugoslawien. Das im Film gezeigte Dracula-Schloss ist Schloss Trakošćan in Kroatien.
Hauptdarsteller Jack Palance war nach eigener Angabe froh, als die Dreharbeiten beendet wurden. Er als Method Actor erklärte, dass er bereits mehr in der Rolle des Dracula aufgegangen war, als ihm lieb war.

## Synchronisation
| Figur           | Darsteller      | Deutscher Sprecher  |
| --------------- | --------------- | ------------------- |
| Graf Dracula    | Jack Palance    | Michael Eder        |
| Arthur Holmwood | Simon Ward      | Fabian Körner       |
| Dr. Van Helsing | Nigel Davenport | Jürgen Thormann     |
| Lucy Westenra   | Fiona Lewis     | Frauke Poolman      |
| Mina Murray     | Penelope Horner | Michaela Kametz     |
| Jonathan Harker | Murray Brown    | Stephan Schleberger |

Laut der deutschen Synchronkartei hat Til Schweiger eine kleine Sprechrolle.

## Veröffentlichung
Die Fernseh-Premiere wurde seinerzeit wegen des Rücktrittes von US-Vizepräsident Spiro T. Agnew verschoben von ursprünglich Oktober 1973 auf Februar 1974.
2004 wurde die deutsche DVD von Power Station GmbH veröffentlicht.
2014 erschien der Film auf Blu-ray.

## Kritiken

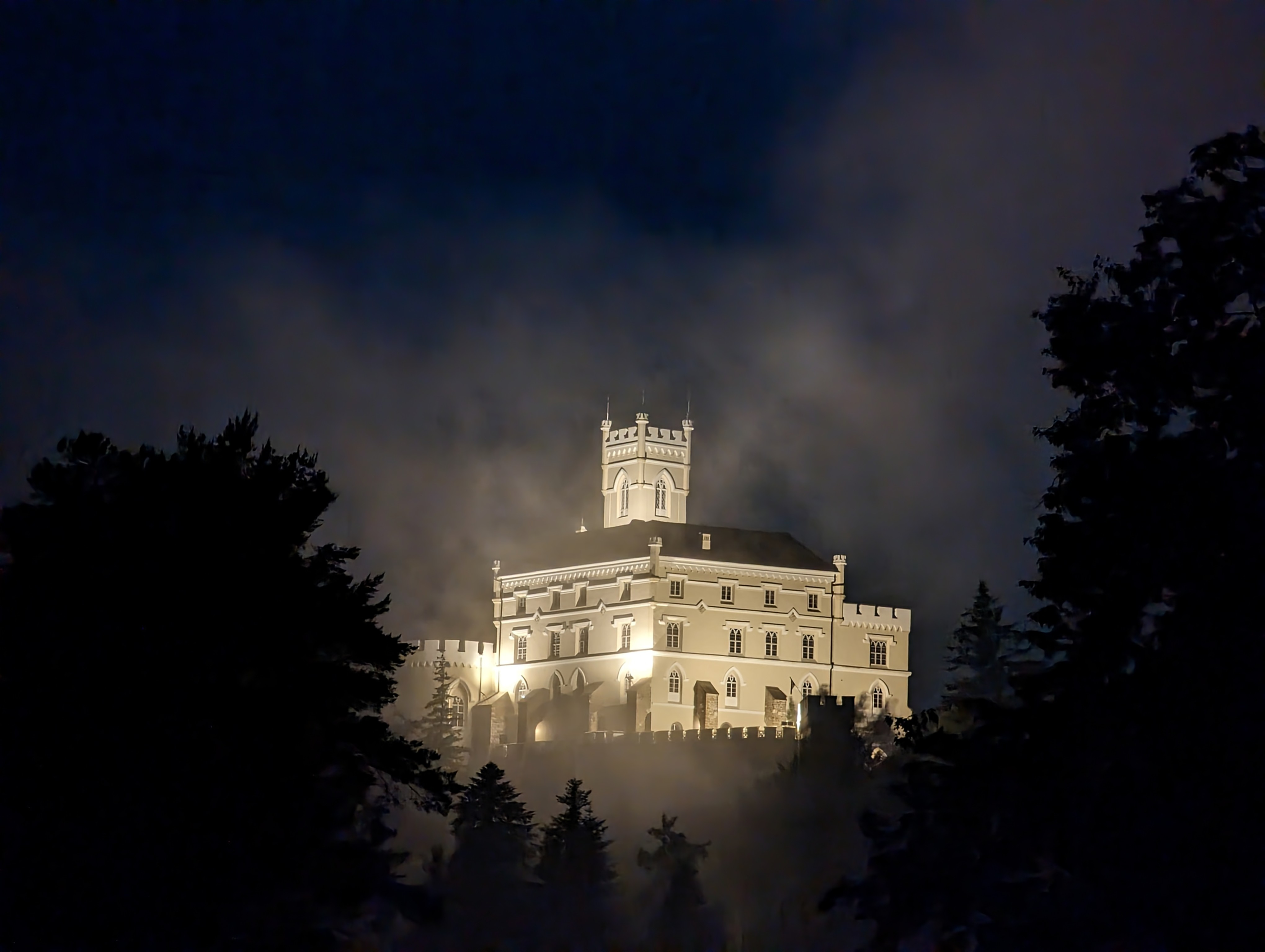
Drehort Schloss Trakošćan in Kroatien

- Cinema: „Eine atmosphärisch eher flaue Version der Vampirsaga.“
- Lexikon des internationalen Films: „Gut interpretiert und fotografiert, bietet der Film anspruchslose, aber atmosphärisch reizvolle Gruselunterhaltung.“[5]
- Hans D. Furrer, Vampir Filmzeitschrift: „Jack Palance ist ein sehenswerter Dracula, wenn auch von anderer Art als Christopher Lee. Er wirkt vielleicht weniger dämonisch und weniger selbstsicher, und wenn er in Rückblenden von seiner glorreichen Vergangenheit träumt gar etwas sentimental […]. Daß diese ‚unblutige‘ (und auch nicht mit Sex-Szenen gepfefferte) Dracula-Verfilmung […] als altmodisch bezeichnet wurde, ist ein Zeichen der Zeit. Man will heutzutage sehen, wie sich der Pfahl ins Herz bohrt. Man will miterleben, wie der Vampir zu Staub zerfällt. Dabei geht gerade damit verloren, was in alten Filmen der Phantasie der Zuschauer überlassen blieb und diese anregte. Das Altmodische wirkt in Dracula von Dan Curtis nur positiv.“[6]